# Alexandre Cornillon
Alexandre Cornillon (nacido en Hossegor, en las Landas, Francia). Es un actor y director francés y ex bajista de la banda francesa 'Godzilla' Gojira.

## Carrera musical
En 1996, se unió a la banda francesa Godzilla (Gojira) como bajista. Cornillon dejó la banda en 1998 y fue sustituido por Jean-Michel Labadie.

### Discografía

#### Con Gojira
Como Godzilla
- Victim (demo, 1996)
- Possessed (demo, 1997)
- Saturate (demo, 1999)
- Wisdom Comes (demo, 1999)

## Carrera actoral
Alexandre se incorporó al Cours Simon de París en 2000. Profundizando su formación a través de numerosas prácticas, rápidamente trabajará en su profesión a través de diferentes aspectos de la profesión.
Alternando entre filmaciones audiovisuales, grabaciones de voz para televisión/radio y proyectos teatrales en diversas compañías, adquirió un abanico actoral que va desde la comedia hasta el teatro clásico.
Por lo tanto, su curiosidad lo llevó en 2016 a la creación de la compañía Miel Noir y a la producción del primer espectáculo de la compañía, "En busca del señor Sommeil", del que coautorizó el texto y la dirección.

### Obras
- 2009 - El baile de la estación (cortometraje)[3]
- 2016 - En busca del señor Sommeil